# Lijst van werken gebaseerd op een auteursrechtvrije Mickey Mouse
De lijst van werken gebaseerd op een auteursrechtvrije Mickey Mouse is een opsomming van opvallende creatieve werken met Mickey Mouse, aangekondigd nadat Steamboat Willie op 1 januari 2024 in het publieke domein van de Verenigde Staten terechtkwam. In januari werden onmiddellijk meerdere films en videogames met het personage aangekondigd. Deze lijst bevat alleen werken die enige vorm van media-aandacht hebben gekregen.
| Naam                                 | Type                                    | Beschrijving | Datum van publicatie                               |
| ------------------------------------ | --------------------------------------- | --- | -------------------------------------------------- |
| MSCHF X Famous Mouse                 | collectibles                            | Het kunstcollectief MSCHF heeft een reeks collectibles van de publiek domein-versie van Mickey Mouse gemaakt. De verzamelobjecten konden vanaf augustus 2021 worden voorbesteld en werden beschikbaar in 2024. | Augustus 2021 (pre-orders) 2024 (Beschikbaar)      |
| Inverse Ninjas VS. The Public Domain | Videospel                               | Een videospel waarin publieke domein-personages zoals Sherlock Holmes, Alice Liddell, Winnie de Poeh en de Sun Wukong een eindeloze groep ninja's moeten neerschieten. In januari introduceerden ze Mickey Mouse via een betaalde update.                                                                                   | 5 december 2023 Mickey Mouse-update 1 januari 2024 |
| The Vanishing of S.S. Willie         | Korte film                              | Horror korte film gebaseerd op Steamboat Willie en, voor zover bekend, de eerste film die is uitgebracht met gebruikmaking van de publieke domein-status van Steamboat Willie. | 1 januari 2024                                     |
| Mousetrapped                         | Webstrip                                | Een dagelijkse Webstripserie gemaakt door Randal Keith Milholland, die het verhaal van Mickey voortzet na de gebeurtenissen van Steamboat Willie. | Vanaf 1 januari 2024                               |
| Steamboat Willie (Brock's Dub)       | Nagesynchroniseerde originele tekenfilm | Een nagesynchroniseerde versie van Steamboat Willie geplaatst op YouTube. De video kreeg aanzienlijke media-aandacht omdat het de eerste Steamboat Willie-bewerking was die een auteursrechtenclaim ontving van The Walt Disney Company en deze overleefde. Op 6 januari trok YouTube de auteursrechtenclaim van Disney in. | 4 januari 2024                                     |
| Mickey's Mouse Trap                  | Horrorfilm                              | Een horrorfilm waarin een massamoordenaar met een Mickey Mouse-masker een groep tieners achtervolgt. | Maart 2024                                         |
| Infestation: Origins                 | Videospel                               | Een horror spel met Mickey als een bezeten muis. | 2024                                               |
| Steamboat Willie Horrorfilm          | Horror film                             | Mickey doodt passagiers op een veerboot. Van de regisseur van The Mean One. | 2024                                               |
| Mouse                                | Videospel                               | Een schietspel gebaseerd op het karakterontwerp van vroege Mickey Mouse-cartoons. | 2025                                               |